# Belgische Badmintonmeisterschaft 2025
Die Belgische Badmintonmeisterschaft 2025 fand vom 1. bis zum 2. Februar 2025 in Gembloux statt.

## Medaillengewinner
| Disziplin    | Gold                                | Silber                            | Bronze                                 |
| ------------ | ----------------------------------- | --------------------------------- | -------------------------------------- |
| Herreneinzel | Charles Fouyn                       | Baptiste Rolin                    | Noa Swinnen                            |
| Herreneinzel | Charles Fouyn                       | Baptiste Rolin                    | Iljo van Delsen                        |
| Dameneinzel  | Clara Lassaux                       | Noa Dauphinais                    | Lisa Demeyere                          |
| Dameneinzel  | Clara Lassaux                       | Noa Dauphinais                    | Karla Henry                            |
| Herrendoppel | Freek Golinski Patryk Szymoniak     | Iljo van Delsen Yaro van Delsen   | Guillaume Bonnet Baptiste Packu        |
| Herrendoppel | Freek Golinski Patryk Szymoniak     | Iljo van Delsen Yaro van Delsen   | Marijn Put Dylan Rosius                |
| Damendoppel  | Clara Lassaux Flore Vandenhoucke    | Lisa Demeyere Marie Demeyere      | Natalia Perminova Tammi van Wonterghem |
| Damendoppel  | Clara Lassaux Flore Vandenhoucke    | Lisa Demeyere Marie Demeyere      | Lise Jaques Lien Lammertyn             |
| Mixed        | Freek Golinski Tammi van Wonterghem | Tim van Herbruggen Marie Demeyere | Baptiste Rolin Karla Henry             |
| Mixed        | Freek Golinski Tammi van Wonterghem | Tim van Herbruggen Marie Demeyere | Marijn Put Flore Vandenhoucke          |